# Anadevidia agramma
Anadevidia agramma är en fjärilsart som beskrevs av Achille Guenée 1852. Anadevidia agramma ingår i släktet Anadevidia och familjen nattflyn. Inga underarter finns listade i Catalogue of Life.